# ミニミニ突撃隊
『ミニミニ突撃隊』（ミニミニとつげきたい）は、1968年3月16日公開の松竹映画。西野バレエ団との提携作品。
人気上昇中だった西野バレエ団の五人娘、金井克子、由美かおる、原田糸子、奈美悦子、江美早苗の5人をフィーチャーして製作された青春映画である。
後半には宝石強盗に絡むサスペンスも加味している。金井克子、奈美悦子のダンスやゲスト出演のロスプリモスの演奏シーンも見所となっている。

## 概要
女子大生のカツミ、薫、逸子、奈美子、幸枝は同じ寮に入居していた。ある夜、奈美子、逸子、薫の3人は部屋を抜け出しボーイハントに出かけた。ゴーゴー喫茶で3人の男性と知り合いデートの約束をする。
週刊誌記者の森と会った薫は宝石強盗の犯人と思われる萩原を追っていると聞かされ驚く。その話をカツミにすると事件の夜は萩原と一緒にいたので彼の潔白を確信する。
真犯人たちは萩原のアリバイを知るカツミを狙うのだが――。

## スタッフ
- 製作：猪股堯
- 企画：西野皓二
- 監督：梅津明治郎
- 脚本：田波靖男
- 撮影：加藤正幸
- 音楽：中川昌
- 美術：芳野尹孝
- 照明：佐久間丈彦
- 録音：小尾幸魚
- 編集：石井巌
- スチール：堺謙一

## 出演
- 松本カツミ：金井克子
- 国行薫：由美かおる
- 西田逸子：原田糸子
- 桑原奈美子：奈美悦子
- 江夏幸枝：江美早苗
- 相川女史：姫ゆり子
- 若松教授：藤村有弘
- 萩源：入川保則
- 森：石立鉄男
- 井上：藤岡弘
- 野坂：石井均
- 岡本：山本紀彦
- 一郎：山田太郎
- コーラス・バンド：黒沢明とロスプリモス